# Phlyctimantis maculatus
Espèce
Synonymes
- Hylambates maculatus Duméril, 1853
- Kassina poweri Hoffman, 1944
- Kassina maculata Stevens, 1974

Statut de conservation UICN

 LC  : Préoccupation mineure
Phlyctimantis maculatus est une espèce d'amphibiens de la famille des Hyperoliidae. Les males mesurent entre 55 et 65 mm.

## Répartition
Cette espèce se rencontre du niveau de la mer jusqu'à 1 400 m d'altitude, :

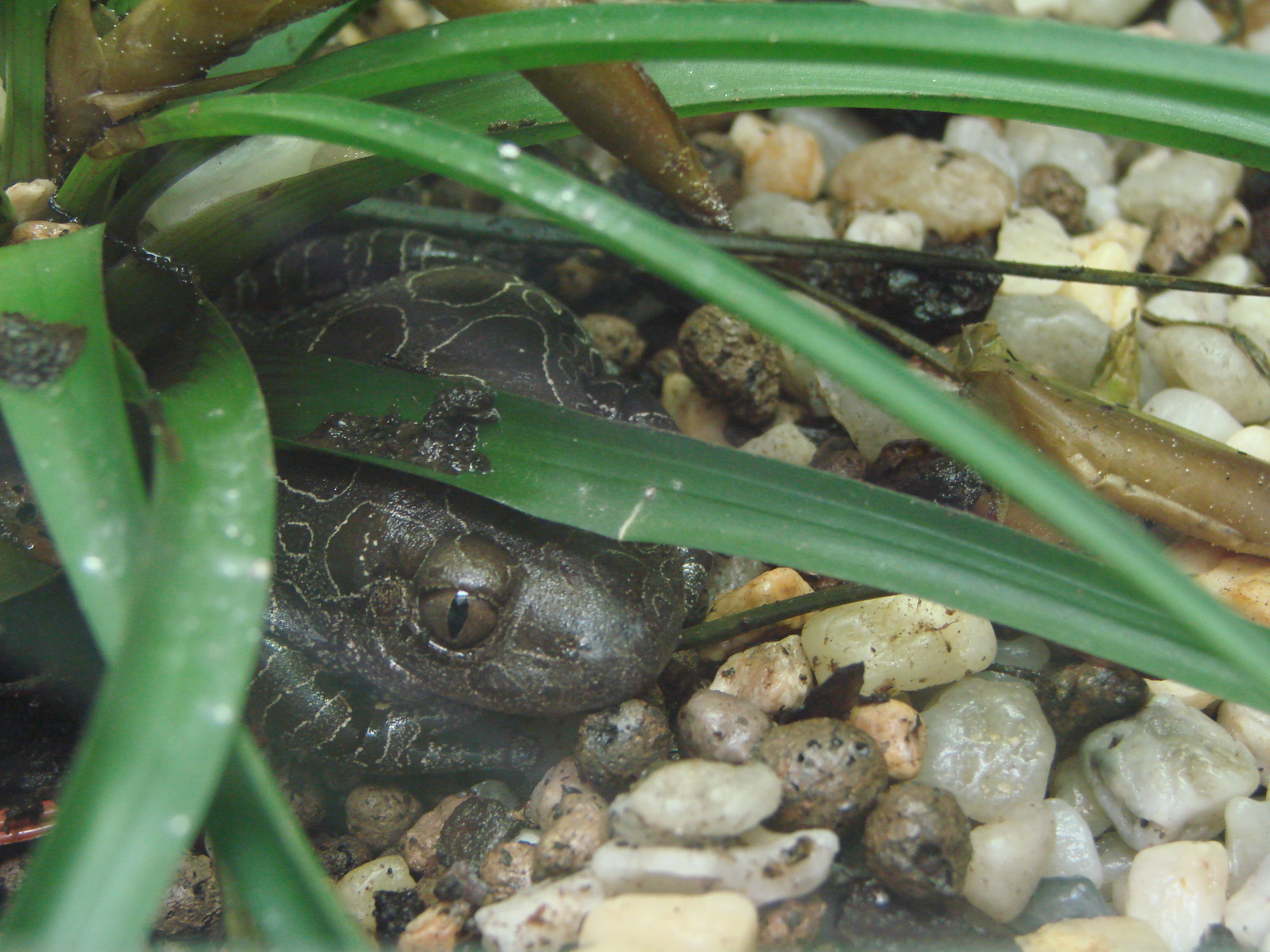

- dans le sud du Kenya ;
- dans l'est de la Tanzanie ;
- dans le sud du Malawi ;
- au Mozambique ;
- dans l'est du Zimbabwe ;
- dans l'est de l'Afrique du Sud ;
- dans l'est du Swaziland.

## Publication originale
- Duméril, 1853 : Mémoire sur les Batraciens anoures de la famille des Hylaeformes ou Rainettes, comprenant la description d'un genre nouveau et de onze espèces nouvelles. Annales Des Sciences Naturelles, sér. 3, vol. 19, p. 135-179 (texte intégral).